# Foxes Tarn
Der Foxes Tarn ist ein See im Lake District, Cumbria, England. Der Foxes Tarn liegt südöstlich des Sca Fell. Der Tarn, der auf einer Höhe von ungefähr 2800 Fuß entsprechend ungefähr 853,44 m liegt, gilt nach dem Broadcrag Tarn als der zweithöchste See des Lake Districts. Die exakte Höhe des Ortes ist umstritten und es wird auch behauptet, dass es sich genau umgekehrt verhält und Foxes Tarn der höchste See ist. Da die Vermessung auf Luftaufnahmen beruht, ist sie mit einer gewissen Ungenauigkeit behaftet und belastbare Aussage über die exakte Höhe ließen sich nur durch eine Vermessung am Boden erreichen.
Die Größe des Sees ist saisonabhängig, der ist aber immer der zweitkleinste namentlich benannte See des Lake Districts. Der sehr kleine Foxes Tarn besitzt keinen erkennbaren Zufluss, aber einen unbenannten Abfluss an seiner Ostseite, der in den How Beck mündet, der wiederum in den River Esk fließt.